# Сен Морис (Ил дьо Франс)
Сен Морис (на френски: Saint-Maurice) е град в северна Франция, част от департамента Вал дьо Марн в регион Ил дьо Франс. Населението му е около 14 600 души (2015).
Разположен е на 60 метра надморска височина в Парижкия басейн, на десния бряг на река Марна и на 9 километра югоизточно от центъра на Париж. Селището е известно от XI век, а днес е предградие в агломерацията на Париж.

## Известни личности
Починали в Сен Морис
- Донасиен Алфонс Франсоа дьо Сад (1740 – 1814), писател